# Astragalus polozhiae
Astragalus polozhiae là một loài thực vật có hoa trong họ Đậu. Loài này được Timokhina miêu tả khoa học đầu tiên.